# Hanni
Phạm Ngọc Hân (sinh ngày 6 tháng 10 năm 2004), thường được biết đến với nghệ danh Hanni (tiếng Hàn: 하니), là một nữ ca sĩ người Úc gốc Việt hiện đang làm việc tại Hàn Quốc. Cô được biết đến là thành viên của nhóm nhạc nữ Hàn Quốc NewJeans.

## Cuộc đời
Hanni, tên khai sinh là Phạm Ngọc Hân, sinh ngày 6 tháng 10 năm 2004 tại Melbourne, Úc. Gia đình cô sinh ra ở Việt Nam và sau đó sinh sống ở Úc. Hanni có bố là người Hà Nội và mẹ là người từ Thành phố Hồ Chí Minh. Hiện tại cô đang làm việc tại Hàn Quốc và ra mắt trong nhóm nhạc NewJeans.

## Sự nghiệp

### 2019–2021: Trước khi ra mắt
Năm 2019, cô bắt đầu biểu diễn tại quê nhà với tư cách là thành viên của Aemina Dance Crew, chuyên cover vũ đạo của các nhóm nhạc K-pop. Trong thời gian thực tập, Hanni đã xuất hiện thoáng qua trong video ca nhạc "Permission to Dance" của BTS vào tháng 7 năm 2021, cùng với thành viên nhóm Minji.

### 2022–nay: Ra mắt cùng NewJeans

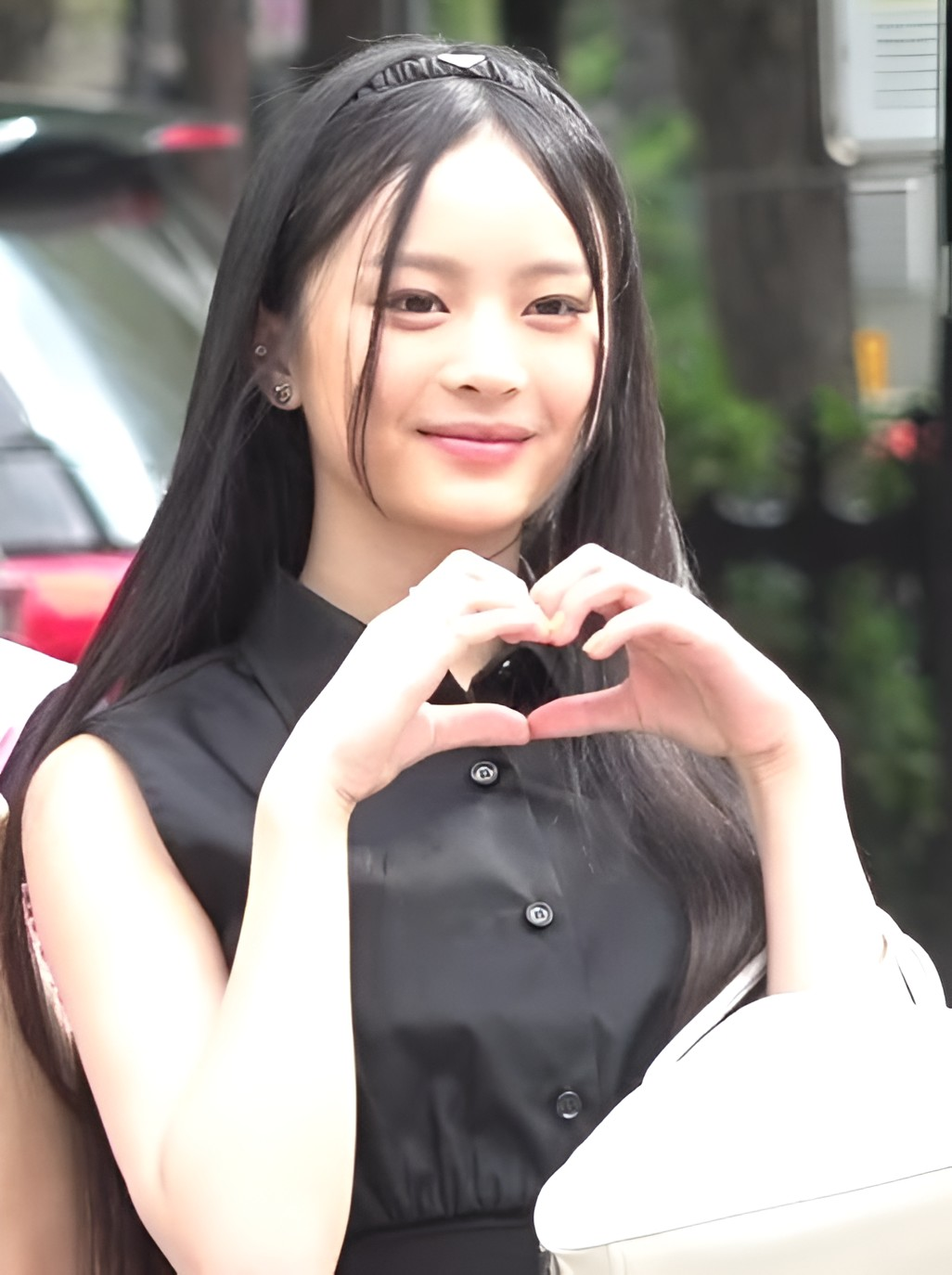
Hanni năm 2022

Vào ngày 1 tháng 7 năm 2022, ADOR đã hé lộ thông tin về sự ra mắt nhóm nhạc nữ đầu tiên của họ mang tên NewJeans bằng cách đăng ba video hoạt hình về các con số "22", "7" và "22" lên tài khoản mạng xã hội, làm dấy lên suy đoán rằng nội dung sẽ được phát hành vào ngày 22 tháng 7. Hanni ra mắt với tư cách là thành viên của nhóm với đĩa đơn "Attention" được phát hành vào ngày 22 tháng 7 năm 2022, không có bất kỳ quảng cáo hoặc thông tin nào về đội hình của nhóm trước đó. Kể từ khi ra mắt, NewJeans đã phát hành hai bài hát có phần lời do Hanni viết.

## Sáng tác

### Viết lời
Tất cả thông tin đều được trích dẫn từ Hiệp hội Bản quyền Âm nhạc Hàn Quốc, trừ khi có trích dẫn khác.
| Song       | Artist(s) | Writer(s)                           | Album     | Year |
| ---------- | --------- | ----------------------------------- | --------- | ---- |
| "Hype Boy" | NewJeans  | Hanni Gigi Ylva Dimberg 250         | New Jeans | 2022 |
| "OMG"      | NewJeans  | Hanni Gigi Ylva Dimberg Park Jin-su | OMG       | 2023 |

## Sự nghiệp diễn xuất

### Quảng cáo
Vào tháng 10 năm 2022, Gucci thông báo rằng họ đã ký hợp đồng với Hanni làm một trong những đại sứ thương hiệu của mình. Năm 2023, cô lần đầu tiên xuất hiện trong chiến dịch quảng cáo cho chiếc túi Gucci Horsebit 1955 cùng với Halle Bailey và Julia Garner trước khi được chọn làm người mẫu duy nhất cho chiến dịch toàn cầu của hãng do giám đốc sáng tạo Sabato de Sarno phát triển vào năm sau.

## Xuất hiện trên tạp chí
Vào tháng 2 năm 2023, Hanni trở thành đại sứ toàn cầu cho Armani Beauty. Cô xuất hiện trong hai chiến dịch quảng cáo cho kem nền Power Fabric+ và son môi Lip Maestro Satin của thương hiệu này. Cùng tháng đó, Gucci đã bổ nhiệm Hanni làm đại sứ toàn cầu. Năm sau đó, cô trở thành đại sứ toàn cầu của Gucci Beauty.
Vào tháng 8 năm 2023, Hanni xuất hiện trên trang bìa tạp chí D Edition của Elle, hợp tác cùng Chaumet. Vào tháng 2 năm 2024, cô xuất hiện trên trang bìa tạp chí W Korea, do Hiroshi Fujiwara chụp ảnh. Cô hợp tác một lần nữa với Chaumet vào tháng 3 năm 2024 cho trang bìa của ấn bản kỹ thuật số Marie Claire Korea's. Cùng tháng đó, Hanni trở thành đại sứ toàn cầu cho UGG.